# Boubacar Yacine Diallo
Boubacar Yacine Diallo, né le 18 avril 1955 à Mamou, au cœur du Fouta-Djalon, est un grand reporter et écrivain guinéen. 
Il est le Président de la Haute Autorité de la Communication (HAC) depuis le 25 août 2020 pour un mandat de 5 ans. 

## Biographie

### Vie familiale

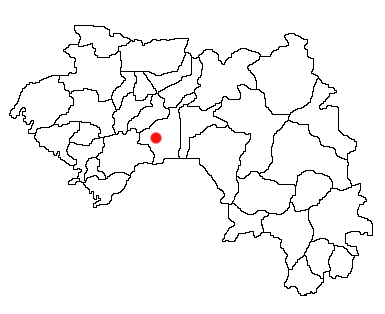
Position de Mamou sur la carte de la Guinée

Boubacar Yacine Diallo est le benjamin d'une famille nombreuse. Son père, Sadou Diallo, avait fondé une famille dans la ville carrefour de Mamou, après avoir quitté Labé, sa ville natale, à l'âge de sept ans. Boubacar Yacine Diallo est admis à l'école à l'âge de six ans, après avoir commencé l'école coranique avec succès. Le bégaiement dont il souffrait ne l'empêche pas de poursuivre ses études, quoi qu’avec difficulté.

### Études
En 1964, le jeune Boubacar Yacine Diallo est inscrit à l'école à classe unique de son quartier Horré-Féllo. Après deux ans, il est transféré au centre 3 dans le quartier de Almamya (Résidence de l'Almamy). Il obtient son brevet et son baccalauréat à Mamou. En 1976, il rejoint Niagara, un des nombreux arrondissements ruraux de la ville, avec des camarades, pour constituer la première brigade agricole dans le cadre de la politique baptisée « Université à la campagne ». Au bout de six mois, il est admis à l'Institut polytechnique Julius Nyerere de Kankan (IPK). À la faculté des sciences sociales, il est inscrit en philosophie-histoire. En 1978, tous les étudiants en sciences sociales de l'IPK sont transférés à l'université Gamal Abdel Nasser de Conakry. Alors qu'il s’apprête à écrire son mémoire de fin d'études supérieures avec comme thème « le matérialisme dans les œuvres du PDG -RDA de Sékou Touré », il obtient une bourse d'études en journalisme, en Roumanie, dans la section internationale co-financée par l'UNESCO. En 1982, il est diplômé[source insuffisante], et regagne son pays, la Guinée, alors que la plupart de ses camarades restent en Europe occidentale.

### Parcours professionnel
Aussitôt rentré au pays, Boubacar Yacine Diallo, qui vient de perdre son père, est affecté au journal parlé de la « Voix de la Révolution », sous le régime de Ahmed Sékou Touré. Seul diplômé en journalisme parmi tous, il est souvent ségrégué par certains responsables. Malgré tout, il sait se frayer un chemin, en initiant des reportages sur des sujets autres que politiques. Chemin faisant, il commence par couvrir certaines activités du chef de l'État à Conakry. Puis, il commence à écrire des commentaires, ce qui était pourtant réservé aux « anciens ».
En 1984, avec l'arrivée des militaires au pouvoir et la fin du régime du parti-État, il introduit l'investigation comme genre privilégié à la radio nationale. Le nouveau président le découvre, ce qui lui permet de poursuivre ses investigations parfois gênantes pour certains personnages haut placés.
En 1991, il est nommé rédacteur en chef du journal parlé, malgré son jeune âge. Un an plus tard, il est nommé membre du Conseil national de la communication, fraîchement créé et préside la commission d'éthique et de déontologie. 
En 1997, il est promu aux fonctions de directeur général de l'Office de la radio-télévision guinéenne (ORTG). En 2000, il démissionne de ses fonctions, pour clause de conscience et lance son journal privé, L'Enquêteur en 2002.
En 2005, il est rappelé par le président Lansana Conté[source insuffisante] et nommé président du Conseil national de la communication.
En 2010, il est nommé conseiller en communication du président de la République Sékouba Konaté.
Décembre 2014, il est nommé membre de l'Institution nationale indépendante des droits humains[source insuffisante] en Guinée ordonnance No 008/Premier Président de la Cour Suprême du 24 décembre 2014, confirmé par décret No 261/PRG/SGG du 30 décembre 2014.
Depuis 2009, il est président de l'Union des radiodiffusions télévisions libres de Guinée (URTELGUI) ; à ce titre, il est amené à défendre la liberté de la presse. Il est également ancien président du conseil d'administration de la Maison de la presse[source insuffisante] et ancien président de l'Association guinéenne des éditeurs de la presse indépendante (AGEPI) ainsi que consultant dans le domaine des médias. Il continue d'écrire[source insuffisante] sur l'histoire[source insuffisante] politique de la Guinée[source insuffisante].

## Ministre de l'information
En 2006, il est nommé ministre[source insuffisante] de l'Information sous la présidence de Lansana Conté, succédant à Aboubacar Sylla. En sa qualité de ministre, Boubacar Yacine Diallo avait signé l'agrément pour l'installation et l'exploitation de trois radios privées dont Espace FM  émettant à Conakry. De même, il avait protégé les journalistes[source insuffisante] pendant les contestations populaires de 2007, en particulier le reporter de RFI, Cyril Bensimone, blessé par des manifestants.

## Vie privée
Marié à Hawa Diop, il est père de trois enfants, Aîssatou Bella (avocate au barreau de Bruxelles), Nènè Oumou et Elhadj Amadou Diallo.

## Œuvres publiées
- Yacine Diallo le Guinéen : pour la patrie et dans l'honneur  (préf. Jean-Pierre N'Diaye), Paris, L'Harmattan, 1996, 111 p. (ISBN 978-2-7384-3699-3, OCLC 463830324, présentation en ligne)
- Guinée d'un régime à l'autre, Conakry, Éditions Arc-en-ciel, 1997, 202 p. (OCLC 42585525)
- Larmes de joie : roman, Conakry, Éditions Ganndal, 2000, 114 p. (ISBN 978-2-913326-24-8, OCLC 56581428)
- Guinée : Le Général Sékouba Konaté au cœur de la transition, Paris, L'Harmattan, coll. « Points de vue », 2010, 155 p. (ISBN 978-2-296-12833-0, OCLC 669123763)
- Guinée : Le Général SEKOUBA Konaté au cœur de la Transition (2E édition). L’Harmattan, Paris, 2011,246 p. (ISBN 978-2-296-54925-8)
- La Guinée, un demi-siècle de politique (1945-2008) : trois hommes, trois destins, Paris, L'Harmattan, coll. « Études africaines », 2011, 305 p. (ISBN 978-2-296-54222-8, OCLC 706625256)
- Je m'appelle Conakry : récits, mémoires et souvenirs, Paris, L'Harmattan Guinée, 2016, 71 p. (ISBN 978-2-343-12026-3, présentation en ligne)
- La Guinée en quête de rupture ! L’Harmattan Guinée, 2018 ,159 p.  (ISBN 978-2-343-15814-3)
- Yacine Diallo premier député guinéen de l’assemblée nationale française. L’Harmattan, 2018,118p.  (ISBN 978-2343157771)
- Dans le sillage du Président Lansana Conté -chroniques. L’Harmattan Guinée, 2020, 136 p. Imprimé en France  (ISBN 978-2-343-19997-9)